# Indeep
Indeep var en New York baseret musikgruppe der hittede i 1980'erne. Gruppen er bedst kendt for klassikeren "Last Night a DJ Saved My Life" der udkom i 1982.

## Diskografi

### Albums
| 1983                                     | Last Night a D.J. Saved My Life! | 43 |
| 1984                                     | Pajama Party Time                | —  |
| 1991                                     | The Collection                   | —  |
| "—" denotes releases that did not chart. |                                  |    |

### Singler
| År                                                                              | Single                                   | Højeste hitlisteplacering | Højeste hitlisteplacering | Højeste hitlisteplacering | Højeste hitlisteplacering | Højeste hitlisteplacering | Certificeringer |
| År                                                                              | Single                                   | US Club                   | US R&B                    | UK                        | IRL                       | NLD                       | Certificeringer |
| ------------------------------------------------------------------------------- | ---------------------------------------- | ------------------------- | ------------------------- | ------------------------- | ------------------------- | ------------------------- | --------------- |
| 1982                                                                            | "Last Night a D.J. Saved My Life"        | 2                         | 10                        | 13                        | 18                        | 2                         | - BPI: Silver   |
| 1983                                                                            | "When Boys Talk"                         | 16                        | 32                        | 67                        | ―                         | ―                         |                 |
| 1983                                                                            | "Buffalo Bill"                           | —                         | 81                        | —                         | ―                         | ―                         |                 |
| 1983                                                                            | "The Record Keeps Spinning"              | 32                        | 45                        | —                         | ―                         | ―                         |                 |
| 1984                                                                            | "The Rapper"                             | —                         | —                         | —                         | ―                         | ―                         |                 |
| 1984                                                                            | "The Night the Boy Learned How to Dance" | —                         | —                         | —                         | ―                         | ―                         |                 |
| "—" denotes releases that did not chart or were not released in that territory. |                                          |                           |                           |                           |                           |                           |                 |